# 乌克兰国家航天局
乌克兰国家航天局（烏克蘭語：Державне космічне агентство України，羅馬化：Derzhavne kosmichne ahentstvo Ukrainy，简称SSAU）是乌克兰的国家航天机构，负责该国的太空发展政策和太空项目。该机构与乌克兰国防工业协会和安东诺夫国营公司等，是乌克兰国防工业的主要国家组织。乌克兰国家航天局是苏联两大太空计划的第二个计划的继承者，它不专门从事载人航天计划项目。乌克兰国家航天局没有自己的航天发射场，2014年以前主要依赖俄罗斯航天集团的资源。2010年12月9日开始该机构才被称为乌克兰国家航天局。
在2014年俄羅斯吞併克里米亞以前，该机构使用哈萨克斯坦的拜科努尔航天发射场和俄罗斯的普列谢茨克航天发射场执行发射任务。俄罗斯入侵克里米亚后，曾使用海上浮动平台进行发射，后封存了该平台，在克里米亚的设施也被废弃。
乌克兰的航天器包括供国内外使用以及国际合作的航天器， 乌克兰还向俄罗斯提供军事卫星及其运载工具。